# Отто Улльманн
Отто Улльманн (нім. Otto Ullmann; 21 вересня 1899, Гомбург, Німецька імперія — 29 вересня 1955, табір Войково біля Іваново, РРФСР) — німецький офіцер, бригадефюрер СС і генерал-майор поліції.

## Біографія
Син лікаря. Після закінчення школи в 1917 році вступив в Імперську армію. Учасник Першої світової війни. Після війни був членом фрайкору, потім отримав атестат зрілості і здобув освіту електротехніка. З 1925 року — інженер енергетичної компанії.
1 листопада 1930 року вступив в НСДАП (квиток №357 322) і заснував районний відділ партії. Після навчання в орденському замку Крессінзе Улльманн звільнився з роботи, щоб стати повноцінним офіцером СС. В липні 1936 року Карл Вольф, з яким Улльманн познайомився під час війни, направив його в Берлін і призначив шеф-ад'ютантом Головного управління СС. Тоді ж Улльманн був прийнятий в СС (посвідчення №276 658). З жовтня 1936 року — тимчасовий, з жовтня 1937 року — постійний начальник відділу особистого штабу рейхсфюрера СС. На цій посаді підкорявся особисто Вольфу і став одним з найважливіших співробітників Генріха Гіммлера, оскільки відповідав за координацію його інструкцій і наказів в СС.
На початку Другої світової війни служив у військах СС, проте згодом перейшов у поліцію. На початку 1942 року призначений інформатором в поліцію Гамбурга, потім переведений в головне управління поліції порядку, а в березні 1943 року — в Головне імперське управління безпеки. В середині 1943 року призначений президентом поліції Бреслау.
Після війни взятий в полон радянськими військами. Помер в таборі.

## Сім'я
Був двічі одружений, мав 4 дітей.

## Звання
- Фанен-юнкер (квітень 1917)
- Єфрейтор (1918)
- Унтерофіцер (1918)
- Фенріх (30 жовтня 1918)
- Гауптштурмфюрер СС (1 липня 1936)
- Штурмбаннфюрер СС (30 січня 1937)
- Оберштурмбаннфюрер СС (9 листопада 1937)
- Штандартенфюрер СС (30 січня 1939)
- Штандартенфюрер військ СС (1 січня 1940)
- Оберфюрер військ СС (9 листопада 1941)
- Генерал-майор поліції (13 травня 1942)
- Бригадефюрер СС (15 травня 1943)
- Президент поліції (28 жовтня 1943)
- Оберфюрер резерву військ СС (31 грудня 1943)

## Нагороди
- Залізний хрест 2-го класу (березень 1918)
- Нагрудний знак «За поранення» в сріблі
- Сілезький Орел 2-го і 1-го класу (1921)
- Почесний хрест ветерана війни з мечами (1934)
- Цивільний знак СС
- Йольський свічник
- Почесний кут старих бійців
- Спортивний знак СА в бронзі (1 грудня 1937)
- Почесна шпага рейхсфюрера СС (1 грудня 1937)
- Медаль «За вислугу років у НСДАП»
  - в бронзі (10 років; 30 січня 1940)
  - в сріблі (15 років)
- Кільце «Мертва голова» (30 січня 1942)
- Хрест Воєнних заслуг
  - 2-го класу з мечами (1942)
  - 1-го класу з мечами (20 квітня 1942)